# デルタ計画

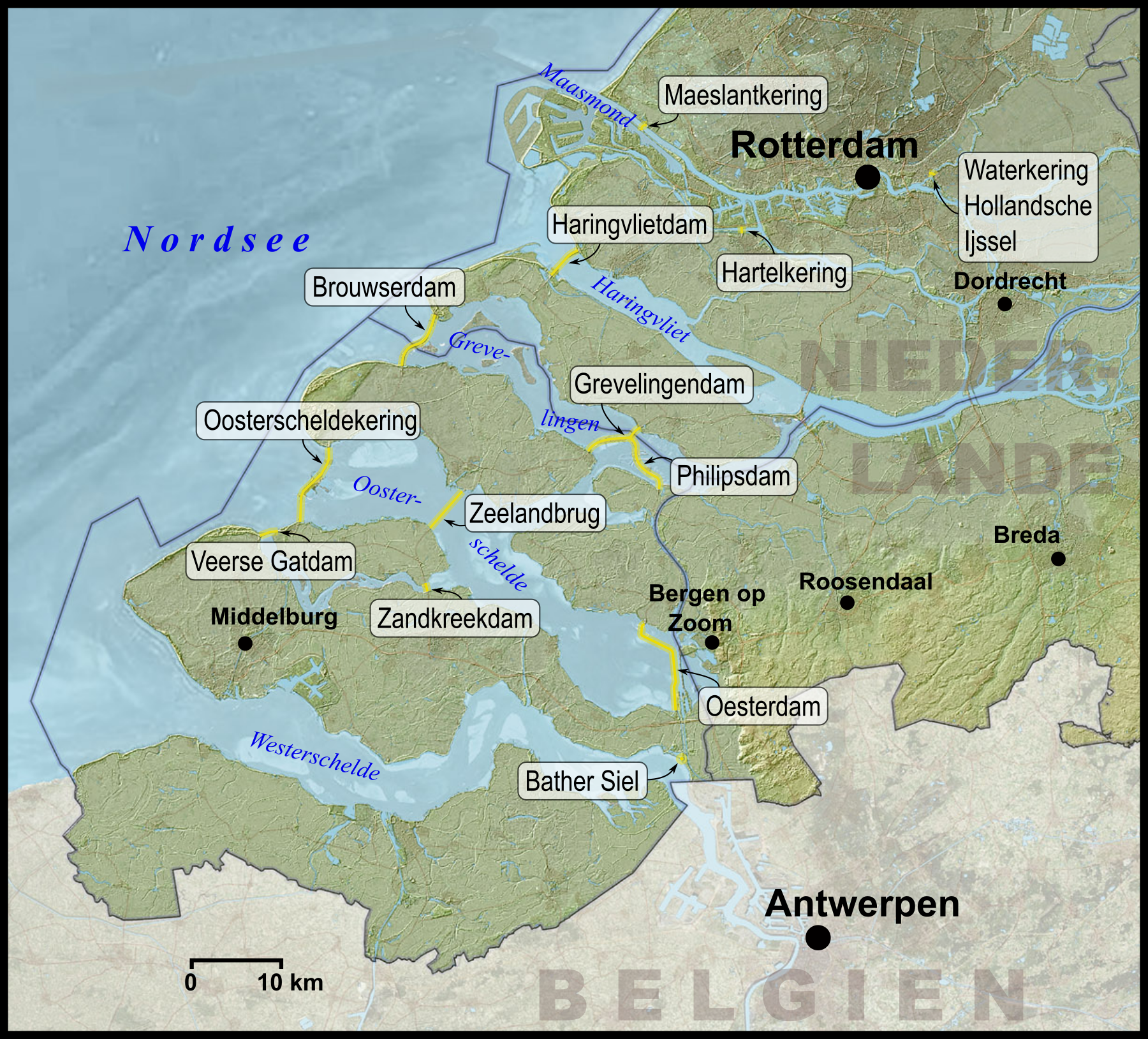
計画全体概要図
青色の線が閉鎖された河口。丸で囲まれた2都市への水路のみが閉鎖されず確保された

デルタ計画（デルタけいかく）またはデルタ整備計画（デルタせいびけいかく、オランダ語：Deltawerken デルタウェルケン）は、オランダのライン川河口の三角州（デルタ）を高潮から守るために作られたダム・堤防・水門・閘門などの一連の治水構造物建設およびその計画である。

## 概要
ライン川、マース川、スヘルデ川の河口に形作られた三角州は、何世紀もの間洪水に悩まされてきた。ゾイデル海開発でのアフシュライトダイク(堤防)が1933年に完成しオランダ中央部の治水対策が一定進んだ事に伴い、次にライン川とマース川の河口三角州の治水対策が計画された。1953年2月に発生した北海沿岸大洪水(英語版)を契機として委員会が発足し、作成されたのがデルタ計画（当時の呼び方は Deltaplan）である。
この計画の主なものは、スヘルデ東部地域と呼ばれている三角州地帯の河口部を全て塞ぐ事により、内水域で必要であった総延長640km堤防の嵩上げが不要になった事である。なお、主要港湾を擁するロッテルダムとベルギーのアントウェルペンへ通じる水路のみはふさがれずに、流域の堤防嵩上げと防潮可動堰の建設が行われた。
1997年にマエスラント可動堰が完成し、13箇所の治水構造物の建設計画が全て完工した。

## 主要施設
- マエスラント可動堰（Maeslantkering）：マース川河口部でロッテルダムへの航路
- ハーリンフリート水門（Haringvlietdam）
- ブロウェルス水門（Brouwersdam）
- 東スヘルデ防潮水門（Oosterscheldekering）：この計画における最大の構造物

## 写真

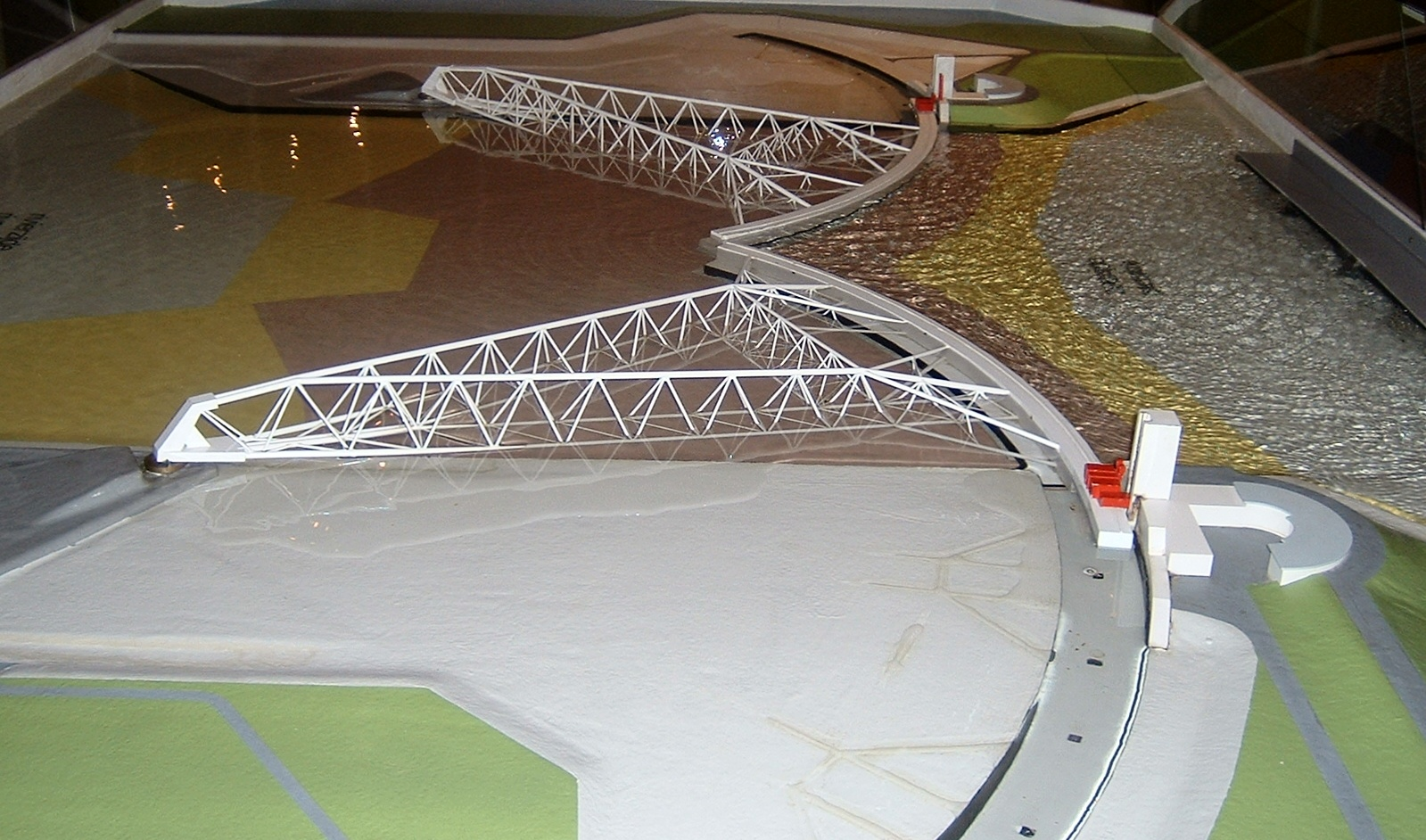
マエスラント可動堰
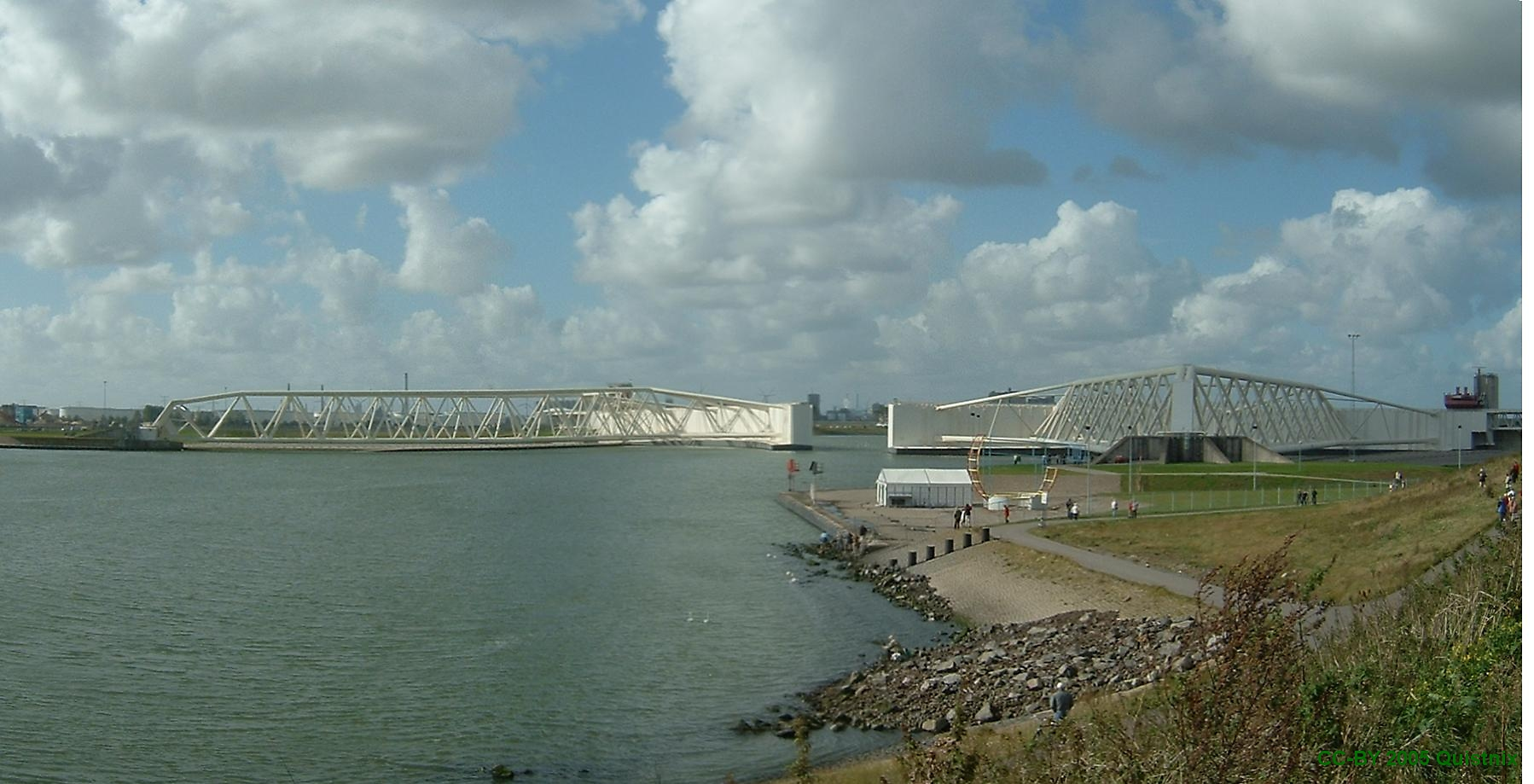
マエスラント可動堰
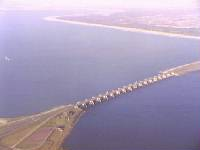
ハーリンフリート水門
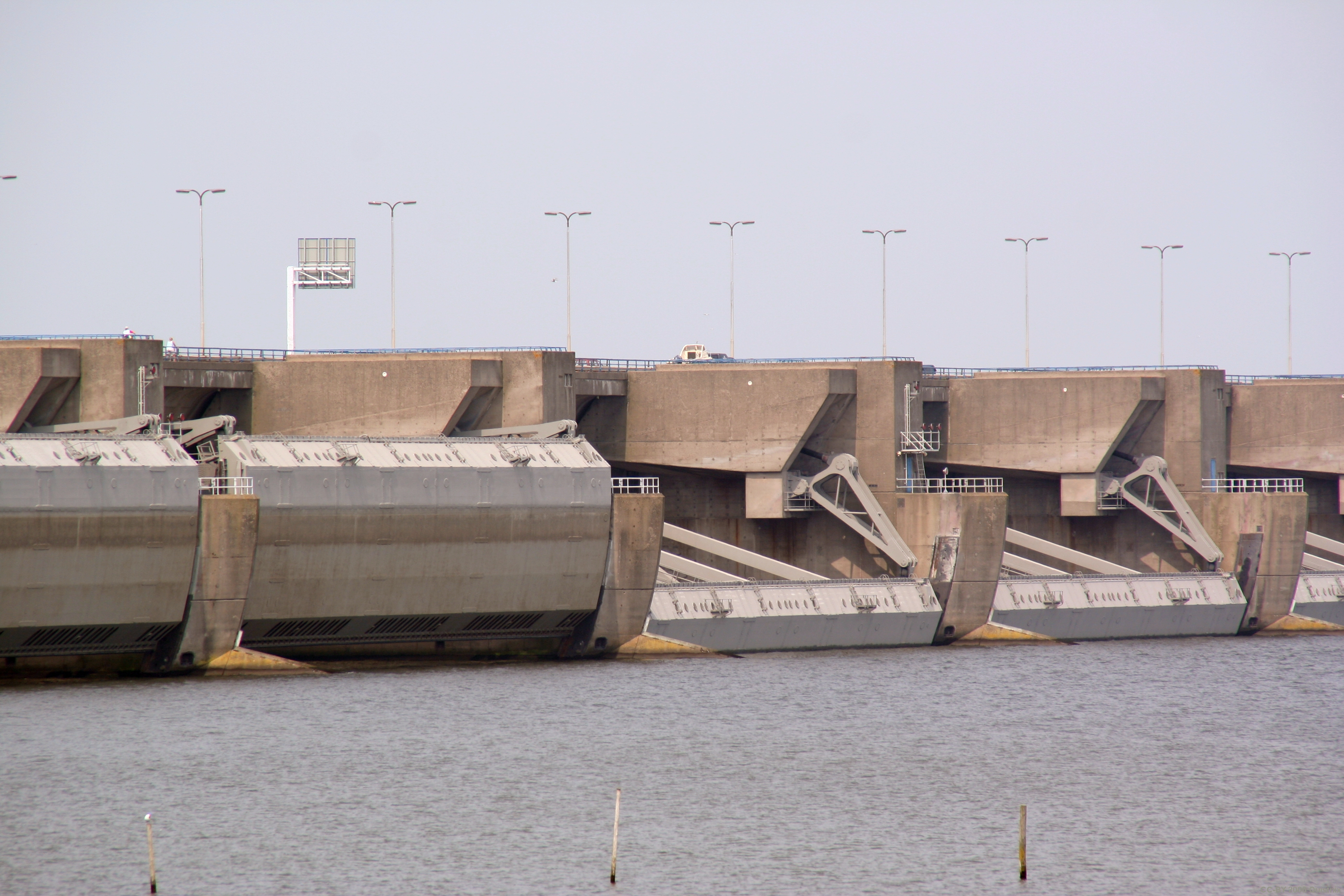
ハーリンフリート水門
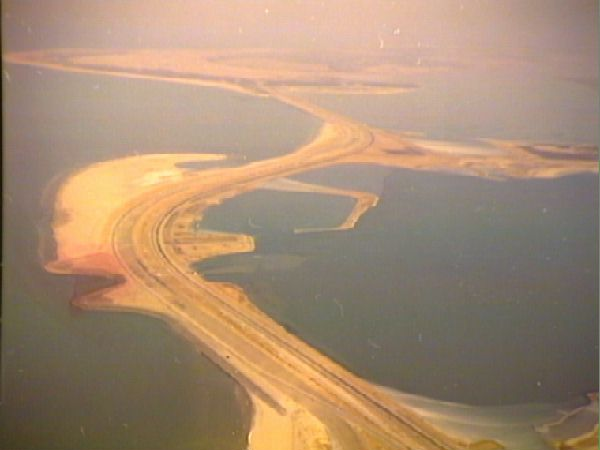
ブロウェルス水門
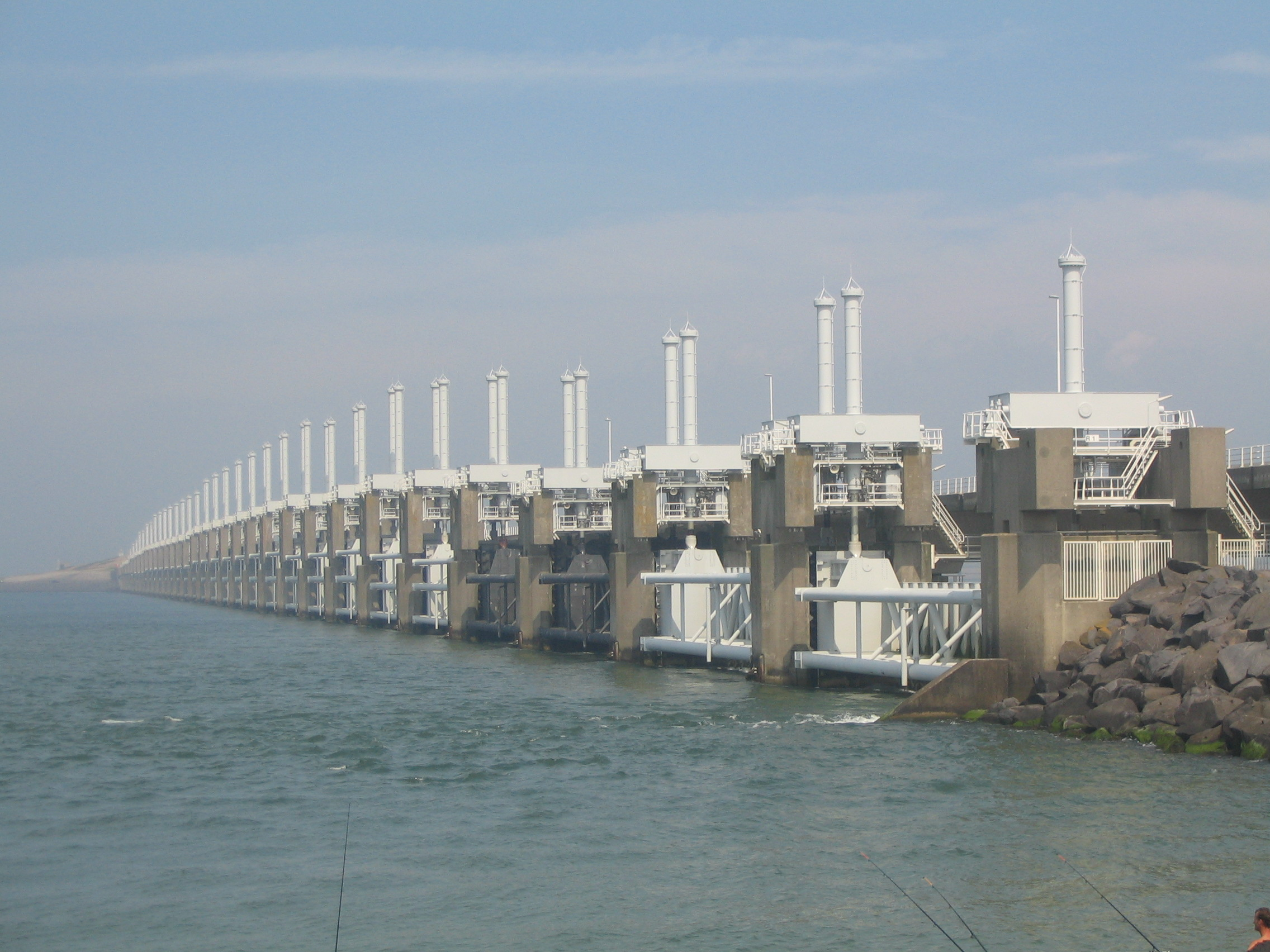
東スヘルデ防潮水門